# Szófér Simon (egri rabbi)
Szófér (Schreiber) Simon (Eger, 1850. május 10. – Auschwitzi koncentrációs tábor, 1944. június 12.) egri ortodox zsidó főrabbi.

## Élete
Szófér Ábrahám (1815–1871) pozsonyi rabbi fia, Spitzer Zalmen bécsi rabbi veje.
Ő maga alapította az egri ortodox hitközséget és az ottani jesivát is. 1881-től 64 éven keresztül működött rabbiként. Idősebb korában fia, Szófer Mózes vette át munkái jelentős részét. Szófér Simont a holokauszt során, 1944-ben, 94 éves korában Auschwitzba deportálták, majd meggyilkolták.
Érdekesség, hogy 1889-ben elzarándokolt volna a Szentföldre, de útja végül elmaradt.
Unokája Rabbi Jochánán Szófer (1923–2016), aki Izraelbe költözött, és jeruzsálemi rabbiként működött.